# 京滋信用組合
京滋信用組合（けいじしんようくみあい）は、京都府京都市右京区に本店を置く日本の信用組合である。在日朝鮮人系。
京都府に本店を置く唯一の信用組合である。

## 沿革
- 2002年3月22日 経営破綻した朝銀近畿信用組合の事業の一部を譲り受ける目的に設立。
- 2002年8月12日 朝銀近畿信用組合の事業の一部を譲り受け、開業。朝銀京都信用組合が1997年に合併して朝銀近畿信用組合となって以来5年ぶりに京都府に本店を置く信用組合が復活したことになる。
- 2014年12月1日　本店営業部舞鶴出張所を「舞鶴支店」に昇格。

## 店舗
京都府
- 本店営業部：京都府京都市右京区
- 左京支店：京都府京都市左京区
- 伏見支店：京都府京都市伏見区
- 舞鶴支店：京都府舞鶴市

滋賀県
- 滋賀支店：滋賀県大津市